# Hugues Duboscq
Hugues Duboscq (Saint-Lô, França 1981) és un nedador francès, guanyador de tres medalles olímpiques.

## Biografia
Va néixer el 29 d'agost de 1981 a la ciutat de Saint-Lô, població situada al departament de Manche.

## Carrera esportiva
Especialista en la modalitat de braça, va participar, als 19 anys, en el Jocs Olímpics d'Estiu de 2000 realitzats a Sydney (Austràlia), on va finalitzar setè en els relleus 4x100 metres estils (guanyant així un diploma olímpic) i setzè en els 100 metres braça. En els Jocs Olímpics d'Estiu de 2004 realitzats a Atenes (Grècia) va aconseguir guanyar la medalla de bronze en la prova dels 100 metres braça, finalitzar cinquè en els relleus 4x100 metres estils (guanyant un nou diploma olímpic) i vint-i-cinquè en els 200 metres braça. En els Jocs Olímpics d'Estiu de 2008 realitzats a Pequín (RP Xina) va aconseguir la medalla de bronze en les proves dels 100 i 200 metres braça, finalitzant així mateix novè en els relleus 4x100 metres estils.
Al llarg de la seva carrera ha guanyat 2 medalles en el Campionat del Món de natació, una d'elles de plata; 10 medalles en el Campionat d'Europa de natació, entre elles una medalla d'or; 3 medalles en el Campionat d'Europa de natació en piscina curta, una d'elles d'or; i dues medalles d'or en els Jocs del Mediterrani.